# 웹 브라우저
웹 브라우저(영어: web browser), 인터넷 브라우저(영어: internet browser) 또는 웹 탐색기(web探索機, 문화어: 열람기)는 웹 페이지에 액세스하고 인터넷을 탐색하기 위한 애플리케이션이다. 웹 서버에서 이동하며(navigate) 양방향으로 통신하고 HTML 문서나 파일을 출력하는 GUI 기반의 응용 소프트웨어이자 대표적인 HTTP 사용자 에이전트의 하나이다.
주요 웹 브라우저로는 모질라 파이어폭스, 구글 크롬, 인터넷 익스플로러/마이크로소프트 엣지, 오페라, 삼성 인터넷, 사파리, 브레이브가 있다.

## 역사
최초의 웹 브라우저는 1990년에 팀 버너스 리가 발명하였다. 버너스 리는 W3C의 감독자로서 웹의 지속적인 발전을 감독하며, 월드 와이드 웹 재단의 설립자이기도 하다. 그의 브라우저는 월드와이드웹으로 불리다가 넥서스(Nexus)로 이름이 바뀌었다.
그래픽 사용자 인터페이스를 갖추면서 대중이 사용할 수 있었던 최초의 웹 브라우저는 Erwise이다. Erwise의 개발은 로버트 카이유가 시작하였다.

## 프로토콜과 표준
웹 브라우저는 웹 페이지를 가져오기 위해(웹 문서를 열기 위해) 대부분의 웹 서버가 사용하는 HTTP(hyper-text transfer protocol)로 통신한다. HTTP를 이용해 웹 페이지를 가져올 뿐 아니라 웹 서버에 정보를 송신하기도 한다. 작성한 시점에서 가장 많이 사용되는 HTTP는 HTTP/1.1로 RFC 2616에 정의되어 있다. HTTP/1.1은 현 세대의 다른 브라우저와는 달리 인터넷 익스플로러에서 완벽하게 지원하지 못하는 표준이 있어야 한다.
페이지들은 주소처럼 이용되는 URL(uniform resource locator)을 통해 장소가 정해지고, HTTP 접근을 위해 "http:"로 시작된다. 많은 브라우저가 FTP를 위한 "ftp:", HTTPS(암호화된 HTTP)를 위한 "https:"와 같은 다양한 URL 종류와 대응 프로토콜을 지원한다.
웹 페이지의 파일 포맷은 보통 HTML(hyper-text markup language)이 쓰이고 HTTP 프로토콜의 MIME "content type"에 의해 확인된다. 대부분의 브라우저는 HTML 외에 JPEG, PNG, GIF 이미지 포맷들을 지원하고, 그밖에도 플러그인을 통해 확장할 수 있다. HTTP의 "content type"과 URL 프로토콜 명세의 조합으로 웹 페이지 설계자들은 이미지, 애니메이션, 동영상, 소리, 스트리밍 미디어 등을 웹 페이지에 덧붙이거나 웹 페이지를 통해 접근할 수 있게 한다.
초기의 웹 브라우저는 단순한 HTML만을 지원했다. 독점적인 웹 브라우저의 빠른 개발로 HTML의 비표준 확장이 많이 이루어졌고, 웹 호환성에 심각한 문제가 생겨났다. 현대의 웹 브라우저들은 모든 브라우저에서 동일하게 표시되어야 할 표준 기반의 HTML과 XHTML(HTML 4.01에서 출발한)을 지원한다.
부가적으로 유즈넷 뉴스나 IRC(Internet relay chat), 이메일 등을 지원하는 브라우저도 있다. 이들은 대체로 NNTP, SMTP, IMAP 등의 프로토콜 지원이 포함된다.

## 기능
브라우저 간의 차이는 그들이 지원하는 기능에 따라 구별된다. 오늘날 브라우저와 웹 페이지는 웹 초기에는 없었던 기능과 기술을 많이 사용하는 경향이 있다. 앞에서 언급했듯이, 브라우저 전쟁 때 브라우저와 월드 와이드 웹에는 확장 기능이 급속도로 무질서하게 생겨났다.
아래는 특징이 있는 기능에 대한 목록이다.

### 표준 지원
- HTTP, HTTPS
- HTML, XML, XHTML
- GIF, PNG, JPEG, SVG 등을 포함한 그래픽 파일 포맷
- CSS
- 자바스크립트(DHTML)
- 쿠키
- 디지털 인증서
- 즐겨찾기 아이콘(파비콘)
- 플러그인 지원

### 주요 기능
- 북마크 관리자
- 다운로드 관리자
- 웹 구성물 캐시
- 플러그인을 통한 다양한 매체 지원

### 사용성과 접근성 기능
- URL과 폼 데이터의 자동 완성
- 탭 브라우징

## 웹 브라우저 시장 점유율

나라별 가장 흔히 쓰이는 웹 브라우저 (StatCounter)
구글 크롬
파이어폭스
인터넷 익스플로러
오페라 (2015)

세계 웹 브라우저 시장에서 인터넷 익스플로러는 2008년 말까지는 70%에 육박하는 점유율을 기록했다. 하지만 파이어폭스, 사파리, 구글 크롬 등 새로운 웹 브라우저들이 나오며 인터넷 익스플로러의 점유율이 계속해서 떨어져 2011년 12월, 38%에 이르게 되었으며, 다음으로 크롬 27%, 파이어폭스 25%로 뒤따랐다.
그 후, 2013년 8월 18일 시점으로 크롬의 점유율이 43.17%로 1위이며, 인터넷 익스플로러는 25.03%, 파이어폭스가 19.31%, 사파리 8.65% 오페라 1.14%의 순이다.

## 같이 보기
- 인터넷
- 인터넷의 역사
- 웹 애플리케이션
- 웹 브라우저 목록
- 웹 브라우저 연대표
- 브라우저 전쟁
- 모바일 브라우저
- 레이아웃 엔진
- FOUC